# In All Languages
In All Languages è un album in studio del musicista jazz statunitense Ornette Coleman, pubblicato nel 1987.

## Tracce
Side A
1. Peace Warriors – 2:35
2. Feet Music – 3:32
3. Africa is the Mirror of All Colors – 2:58
4. Word for Bird – 3:16
5. Space Church (Continuous Service) – 3:59

Side B
1. Latin Genetics – 3:39
2. In  All Languages – 3:33
3. Sound Manual – 3:08
4. Mothers of the Veil – 3:45
5. Cloning – 3:14

Side C
1. Music News – 3:00
2. Mothers of the Veil – 4:28
3. The Art of Love is Happiness – 2:29
4. Latin Genetics – 2:45
5. Today, Yesterday and Tomorrow – 3:10
6. Listen Up – 2:29
7. Feet Music – 3:49

Side D
1. Space Church (Continuous Service) – 4:34
2. Cloning – 2:28
3. In All Languages – 3:06
4. Biosphere – 2:20
5. Story Tellers – 2:49
6. Peace Warriors – 2:23

## Formazione
Side A e Side B
- Ornette Coleman – sassofoni
- Don Cherry – tromba
- Charlie Haden – contrabbasso
- Billy Higgins – batteria

Side C e Side D
- Ornette Coleman – sassofoni, tromba
- Denardo Coleman – batteria
- Calvin Weston – batteria
- Jamaaladeen Tacuma – basso
- Al MacDowell – basso
- Charlie Ellerbee – chitarra elettrica
- Bernie Nix – chitarra elettrica